# Stuttgarter Funkhaus

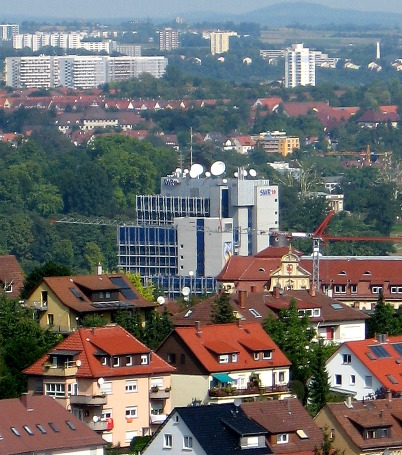
Funkhaus Stuttgart

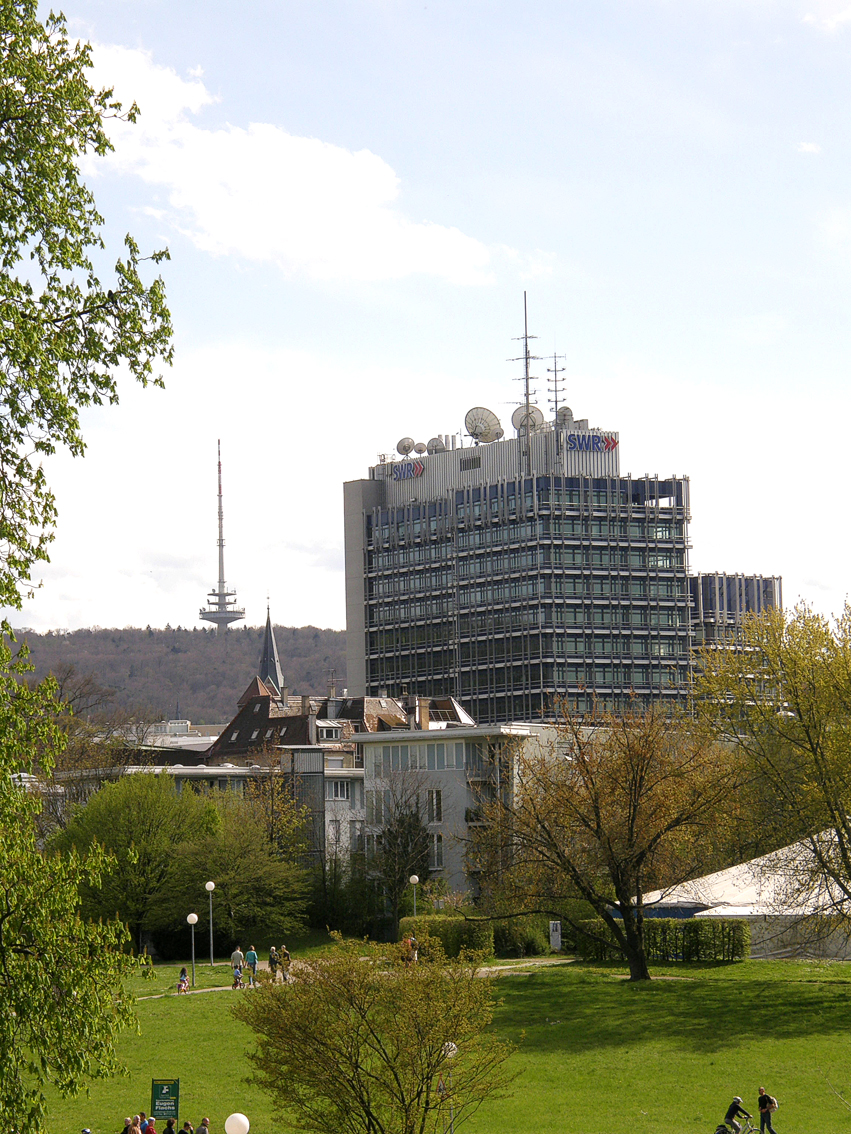
Das Funkhaus vom Unteren Schlossgarten gesehen

Das Stuttgarter Funkhaus wurde von 1972 bis 1976 von dem Architekten Rolf Gutbrod für den damaligen Süddeutschen Rundfunk erbaut und galt bei Inbetriebnahme als das modernste Funkhaus Europas. Es steht auf dem Gebiet der ehemaligen Stuttgarter Stadthalle im Stadtteil Berg. Bis 1998 war es Hauptsitz des Süddeutschen Rundfunks und seiner Programme. Seit 1998 ist es Sitz des Intendanten des SDR-Nachfolgers Südwestrundfunk. Außerdem ist es Sitz des SWR-Landessenders für Baden-Württemberg sowie einer der drei (offiziell gleichberechtigten) Hauptsitze der Zweiländeranstalt (neben Baden-Baden und Mainz).

## Nutzung
Das Funkhaus beherbergt heute die Studios der Hörfunkprogramme SWR1 Baden-Württemberg und SWR4 Baden-Württemberg, deren Redaktionen sowie zahlreiche Fachredaktionen des SWR. Bis 1998 wurde hier auch SDR 3 und das Kulturprogramm Südfunk 2, zuletzt in Kooperation mit Baden-Baden, produziert.
In dem 1976 fertiggestellten Funkhaus in der Neckarstraße 230 gibt es keine Fernsehstudios; diese befanden sich jahrelang im direkt benachbarten Fernsehkomplex bei der Villa Berg und bezogen erst 2011 den Neubau, der direkt an das Funkhaus angebaut wurde.
Das Gebäude verfügt über 18 Stockwerke, von denen 8 unter der Erde (bzw. im Hang) liegen. Daneben befindet sich auf dem Funkhaus noch ein UKW- und ein DAB-Sender (Füllsender geringerer Leistung).

### Analoges Radio (UKW)
Beim Antennendiagramm sind im Falle gerichteter Strahlung die Hauptstrahlrichtungen in Grad angegeben.
| Frequenz (MHz) | Logo | Programm               | RDS-PS   | RDS-PI | Regionalisierung | ERP (kW) | Antennendiagramm rund (ND)/ gerichtet (D) | Polarisation horizontal (H)/ vertikal (V) |
| -------------- | ---- | ---------------------- | -------- | ------ | ---------------- | -------- | ----------------------------------------- | ----------------------------------------- |
| 91,5           |      | SWR Aktuell            | SWR_Aktu | D3A6   | –                | 0,3      | ND                                        | H                                         |
| 99,6           |      | SWR1 Baden-Württemberg | SWR1_BW_ | D301   | –                | 0,5      | ND                                        | H                                         |

### Digitales Radio (DAB)
DAB wird in vertikaler Polarisation und im Gleichwellenbetrieb mit anderen Sendern ausgestrahlt.
| Block                  | Programme (Datendienste) | ERP (kW) | Antennen- diagramm rund (ND), gerichtet (D) | Polarisation horizontal (H)/ vertikal (V) | Gleichwellennetz (SFN) |
| ---------------------- | --- | -------- | ------------------------------------------- | ----------------------------------------- | --- |
| 9D SWR BW N (D__00234) | DAB+ Block des Südwestrundfunks - SWR1 BW (112 kbps) - SWR Kultur (128 kbps) - SWR3 (Rheinland bis Bodensee) (112 kbps) - SWR4 HN (Studio Heilbronn) (112 kbps) - SWR4 KA (Studio Karlsruhe) (112 kbps) - SWR4 MA (Studio Mannheim) (112 kbps) - SWR4 S (Studio Stuttgart) (112 kbps) - SWR4 UL (Studio Ulm) (112 kbps) - SWR Aktuell (72 kbps) - DASDING (112 kbps) - EPG (24 kbps) - TPEG (16 kbps) | 0,8      | ND                                          | V                                         | Aalen, Baden-Baden (Merkur), Bad Mergentheim (Am Kettenwald), Buchen (Odenwald), Ettlingen (Wattkopf), Hardberg, Heidelberg (Königstuhl), Heidenheim-Osterholz, Heilbronn (Weinsberg), Herbrechtingen, Langenbrand, Mannheim-Oststadt, Mühlacker, Murgtal (Draberg), Geislingen (Oberböhringen), Schwäbisch Gmünd, Stuttgart (Fernsehturm), Stuttgart (Funkhaus), Waldenburg (Friedrichsberg), Wertheim |

Bis zum 29. August 2018 wurde auch das Programm von SWR2 auf der Frequenz 93,1 MHz mit einer Leistung von 200 Watt ausgestrahlt. Diese Frequenz wurde zum Sender Weinsberg umkoordiniert und strahlt dort seitdem das Programm von DASDING aus.

## Baugeschichte
Das Bauwerk steht bis heute in einem Spannungsfeld zwischen Tradition und Moderne, zwischen technischer Innovation und dem Zeitgeist der 60er und 70er Jahre und es ist immer wieder den zeitgemäßen Erfordernissen und Nutzerbedürfnissen angepasst worden. Der Bau des Funkhauses an der Neckarstraße beendete eine Reihe von Behelfs- und Übergangsbauten, von der Danziger Freiheit (heute Charlottenplatz) bis zu Gebäuden im Bereich der Villa Berg, aus denen fünf Jahrzehnte lang gesendet wurde.
Die Nachkriegsgeschichte des Hörfunks für Nordwürttemberg und Nordbaden beginnt für Radio Stuttgart in der Neckarstraße 145, etwa 750 Meter vom heutigen Funkhaus entfernt, in einem Bürogebäude der früheren Reichspost, das aber nicht ausreichend groß und für die Studiotechnik nur schlecht geeignet war. Ein „Sendesaal mittlerer Größe“ wurde in den wiederhergestellte Bauhülle der Villa Berg eingebaut – dies wurde zum ersten Schritt in Richtung auf den neuen Standort. Im Park der Villa Berg wurde zunächst das Funkstudio und später das „Fernsehstudio“ gebaut,  beide versteckt am Hang, um den Eindruck der Villa Berg nicht zu beeinträchtigen.
Rolf Gutbrod musste in den 60er Jahren ein Bauwerk planen, das langfristig die Anforderungen eines Sendebetriebs erfüllt, dies in einer Zeit, als der Hörfunk die tragende Rolle des öffentlich-rechtlichen Senders darstellte und das Fernsehen sich erst zu entwickeln begann. Vorgabe für das Funkhaus war auch, das Selbstverständnis des Süddeutschen Rundfunks „Rundfunk als öffentliches Gut“ zum Ausdruck zu bringen. Berücksichtigt werden mussten die städtebaulichen Anforderungen, den Neubau vor allem in das angrenzende Parkareal „Villa Berg“ einzufügen.
Durch diese Quadratur des Kreises entstanden viele Stärken, aber auch Schwächen des Funkhauses.
Die Stärken: Von außen zeigt das Kulturdenkmal an jedem Standort eine veränderte Perspektive, weil sich die drei Bauteile zueinander verschieben. Der Komplex ist in drei Bereiche aufgeteilt: Kommunikation, Redaktion und Verwaltung sowie die Produktion. Im Kontrast zur kühl anmutenden Fassade gibt es auch einzigartige, teils spielerische bauliche Details. So zum Beispiel die mosaiken Gartenterrassen oder das so genannte „Auge Gottes“, ein dreieckiges Glasfenster, das den untersten Funkhausebenen Tageslicht zuführt. Zu den Besonderheiten zählt auch die Symbolhaftigkeit der Gutbrodschen Zeichensprache, der Einsatz von Farbe als Informationsträger, die Materialvielfalt im Innenraum und das Fehlen von Symmetrieachsen und rechten Winkeln. Die Fernsehstudios im Park der Villa Berg wurden durch einen unterirdischen Tunnelbau angebunden.
Die Schwächen des Bauwerks: Die lichtarmen Studios, dunkle Büros in den unteren Stockwerken, der großflächige Einsatz von Kupfer vor allem in der unteren Ebene oder die nicht nutzbare Freitreppe entlang der Terrassenebene.
Im Jahr 2000 wurde das Stuttgarter Funkhaus vom Landesdenkmalamt Baden-Württemberg in die Liste der Kulturdenkmale aufgenommen. Der dreigliedrige Gebäudekomplex in blau-silberner Fassadenverkleidung gilt noch immer als ein einzigartiges Bauwerk in der Rundfunklandschaft.

## Neubau
Im Mai 2008 begann der SWR mit einem Erweiterungsbau des Funkhauses auf dem nordöstlich angrenzenden Grundstück an der Kuhnstraße. Die Inbetriebnahme fand im Juli 2011 statt und zum ersten Mal werden alle Stuttgarter Redaktionen, Fernsehen, Radio und Internet an einem einzigen Standort produziert. Der Neubau hat eine Nutzungsfläche von 22.000 m² und verbindet vier Studios, die von drei Regien bedient werden können. Mitte Mai 2012 wurden die ersten Sendungen gestartet. Die offizielle Eröffnung des Neubaus fand am 28. Juni 2012 statt.